# Everywhere I Go
„Everywhere I Go“ je singl rap rockové skupiny Hollywood Undead, který je zařazen na jejich debutovém albu Swan Songs. Skladba obsahuje otevřený text, který pojednává o flámování se sexuálními tématy a je jednou z více party/tanečně orientovaných děl skupiny. Píseň se setkala se smíšenými reakcemi, někteří skladbu nazvali výrazem „fun party track“ zatímco jiní kritizovali její drsný text. Všechny verše zarapoval člen skupiny Charlie Scene a refrény nazpíval bývalý člen Deuce. Vokály obstaral Da Kurlzz.

## Videoklip
Videoklip byl vydán 12. ledna 2010. Zrežíroval jej Charlie Scene. Videoklip sleduje Charlie Scene na párty se zbytkem kapely, kde se chová jako typický gangster, tančí s ženami a všeobecné si užívá párty.

## Seznam skladeb
Digitální singl
1. Everywhere I Go — 3:30

US promo CDS
1. Everywhere I Go — 3:30
2. Everywhere I Go (Ultra Clean Edit) — 3:32

Radio edit promo
1. Everywhere I Go (Radio Edit) — 3:30

Rock Mix promo
1. Everywhere I Go (Rock Mix) — 3:29

## Žebříčky
| Žebříček             | Nejvyšší umístění |
| -------------------- | ----------------- |
| US Alternative Songs | 38                |

## Obsazení
Hollywood Undead
- Charlie Scene – rap, hlavní kytarista, zpěv
- Deuce – zpěv
- Da Kurlzz – bubny, perkusy, vokály

Produkce
- Danny Lohner – producent
- Aron Erlichman (Deuce) – producent